# Bulbophyllum lemniscatum
Bulbophyllum lemniscatum é uma espécie de orquídea (família Orchidaceae) pertencente ao gênero Bulbophyllum. Foi descrita por Charles Samuel Pollock Parish e Joseph Dalton Hooker em 1872.